# فيمكاب
فيمكاب (بالإنجليزية: FIMCAP)‏ هي إختصار للجملة  الفرنسية  (Fédération Internationale des Mouvements Catholiques d’Action Paroissiale). وهي منظمة جامعة لمنظمات شباب الكاثوليك. لدى المنظمة 31 عضو موزعين في 38  بلد. أسست منظمة المنظمة كمنظمة كاثوليكية رسمية عام 1962 عن طريق  Dicastery for the Laity, Family and Life ‏Dicase. ولدى فيمكاب عضوية كاملة في منتدى الشباب الأوروبي.

## الأنشطة
- كل ثلاث سنوات تنظم فيمكاب معسر المعسكر العالمي  وهو معسر دولي للشباب
- لديها مجلتها الخاصة «مجلة لينك»، تصدر أربع مرات في السنة.[4]
- الأنشطة الروحية
- المشاركة في يوم الشباب العالمي
- يوم فيمكاب في 20  نوفمبر

الأنشطة الأوروبية
- إيروكورس: هي دورة تدريب أوروبية للقادة، وتتم أستضافتها كل سنة من منظمة عضوية أوروبية أخرى.
- إيروكامب: تبادل الأنشطة للقادة الشباب
- الدوَار: تبادل بين المجموعات المحلية من مختلف أعضاء منظمة فيمكاب في أوروبا.
- ندوات المواعدة السريعة: وهي منبر للقاءات الدراسية بين المجموعات من بلدان مختلفة.
- المشاريع الموضوعية

- حملات عن طريق الأنترنت
  - على سبيل المثال، الحملة عبر الإنترنت «التصويت للشباب» للإبلاغ عن انتخابات البرلمان الأوروبي لعام 2019.[5][6]

- التعاون مع الزمالة الأوروبية